# Симор: Введение
«Симор: Введение» (англ. Seymour: An Introduction) — повесть Джерома Сэлинджера, входит в сэлинджеровский цикл о семействе Гласс. Повесть первоначально была опубликована в июне 1959 года в журнале The New Yorker, затем была издана в 1963 году одной книгой с повестью «Выше стропила, плотники!».
Повесть построена как поток сознания Бадди Гласса. Он вспоминает своего старшего брата Симора, необъяснимо покончившего жизнь самоубийством, описанным в первом рассказе цикла, «Хорошо ловится рыбка-бананка». Бадди обращается к предполагаемым читателям повести и рассказывает о гениальных стихах брата (которые его вдова запрещает публиковать). С самоубийством Симора связывается мысль о том, что «Настоящего поэта-провидца, божественного безумца, который может творить и творит красоту, ослепляют насмерть его собственные сомнения, слепящие образы и краски его собственной священной человеческой совести.» В этой повести Сэлинджер делает рассказчика своим «альтер эго». Бадди упоминает написанный им рассказ, в котором узнается «Хорошо ловится рыбка-бананка»; Бадди, как и сам Сэлинджер, во время написания повести ведет жизнь писателя-отшельника, среди интересующих его тем — писательский труд, дзен-буддизм, индийская философия Свами Вивекананды, Веданта.
«Оксфордская энциклопедия американской литературы» отмечает, что стиль этой повести, с ее обращениями автора к самому себе и к читателю, ремарками, цитатами, комментариями о процессе написания излагаемого текста, многочисленными отступлениями от заявленной темы, позволяет говорить о ней, как о предтече постмодернизма.
«Симор: Введение» — одна из последних работ Сэлинджера перед тем, как он перестал печататься. Становящиеся темой повести трудности рассказчика и его финальный провал (критики отмечают, что хотя описывается множество деталей внешнего вида Симора, его целого образа не складывается), могут рассматриваться как сознательный шаг автора к дальнейшему молчанию.
На русском языке повесть вышла в 1983 году в переводе Р. Райт-Ковалёвой.